# Two Brothers
Two Brothers – album nagrany przez The Herbie Harper-Bill Perkins Quintet założony przez amerykańskiego puzonistę
jazzowego Herbie Harpera i saksofonistę Billa Perkinsa. Tytuł płyty nawiązuje do albumu Five Brothers nagranego przez Harpera niemal 35 lat wcześniej. Nagrania zarejestrowano w studiu Cody Sound w Sherman Oaks 
14 i 15 września 1989. CD ukazał się w 1992 nakładem wytwórni V.S.O.P.(Very Special Old Phonography), nr 80.

## Muzycy
- Herbie Harper – puzon
- Bill Perkins – saksofon tenorowy, saksofon barytonowy, flet
- Larry Koonse – gitara
- John Leitham – kontrabas
- Larance Marable1 – perkusja

1 wcześniej używał imienia Lawrence

## Lista utworów
| 1.  | "Ziguener" (Noël Coward)                | 3:50  |
|     |                                         |       |
| 2.  | "The Touch of Your Lips" (Ray Noble)    | 3:50  |
|     |                                         |       |
| 3.  | "The Wind" (Russ Freeman)               | 4:10  |
|     |                                         |       |
| 4.  | "Mitch" (Tom Garvin)                    | 5:27  |
|     |                                         |       |
| 5.  | "Zingaro" (Antônio Carlos Jobim)        | 4:06  |
|     |                                         |       |
| 6.  | "Pieces of Dreams" (Michel Legrand)     | 5:02  |
|     |                                         |       |
| 7.  | "Remember" (Irving Berlin)              | 5:24  |
|     |                                         |       |
| 8.  | "I Thought About You (Jimmy Van Heusen) | 7:15  |
|     |                                         |       |
| 9.  | "Fred" (Neal Hefti, Fred Astaire)       | 6:15  |
|     |                                         |       |
| 10. | "Dirty Man" (Bob Brookmeyer)            | 5:55  |
|     |                                         |       |
|     |                                         | 51:14 |
|     |                                         |       |

## Informacje uzupełniające
- Producent – Bill Perkins
- Inżynier dźwięku – Bill Perkins
- Projekt okładki – Avery Illustration
- Zdjęcia – Herbie Harper, Bill Perkins
- Autor tekstu na okładce – James Rozzi